# 劉徳強
劉 徳強（りゅう とくきょう、1963年5月21日 - ）は経済学者。専門は開発経済学（中国経済）。京都大学教授。1995年日経・経済図書文化賞受賞、1999年大平財団環太平洋学術研究助成費受賞。

## 略歴
- 1963年 中華人民共和国山東省生まれ。
- 1988年 一橋大学大学院経済学研究科修士課程理論経済学専攻修了、指導教官南亮進[1]
- 1991年、一橋大学大学院経済学研究科博士課程理論経済学専攻修了、経済学博士
- 1991年 東京都立大学 (1949-2011)経済学部助手
- 1992年 東京学芸大学教育学部人間福祉課程総合社会システム専攻専任講師
- 2006年 中国経営管理学会（現中国経済経営学会）理事
- 2007年 東京学芸大学経済学研究室教授
- 2008年 京都大学大学院経済学研究科教授
- 2009年 京都大学大学院経済学研究科東アジア経済研究センター長
- 2010年 中国経済学会（現中国経済経営学会）理事
- 2012年 京都大学地球環境学堂地球益学廊地球益経済論分野教授、兼京都大学大学院経済学研究科教授
- 2014年、中国経済経営学会理事
- 2017年 京都大学大学院経済学研究科教授